# Schloss Rauenstein (Erzgebirge)

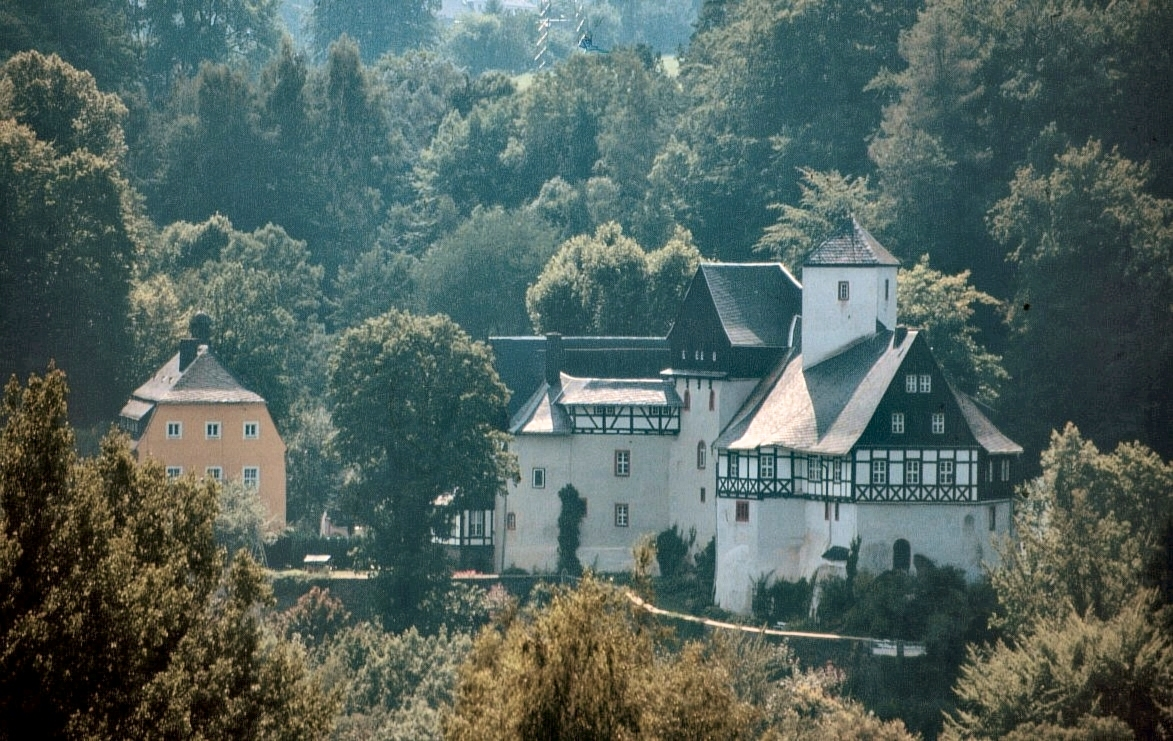
Schloss Rauenstein von der gegenüberliegenden Talseite

Schloss Rauenstein ist eine Burganlage im Ortsteil Rauenstein der Stadt Pockau-Lengefeld (Erzgebirge). Die Anlage diente der Überwachung des Flöha-Überganges.

## Lage
Das Schloß liegt etwa 500 m nordnordöstlich von Lengefeld auf einem nach Norden gerichtetem Bergsporn über der Flöha.

## Geschichte

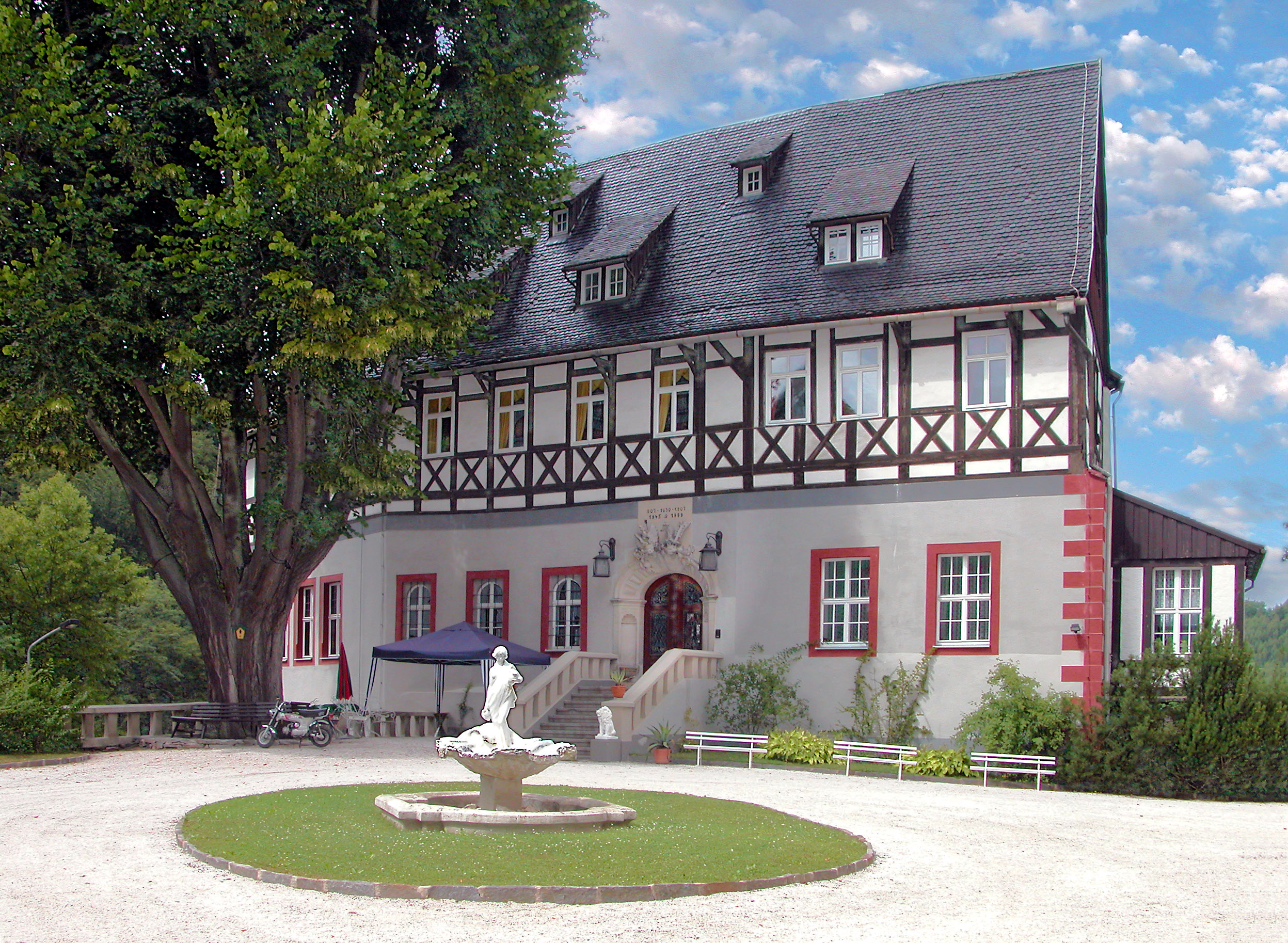
Schloss Rauenstein von Süden

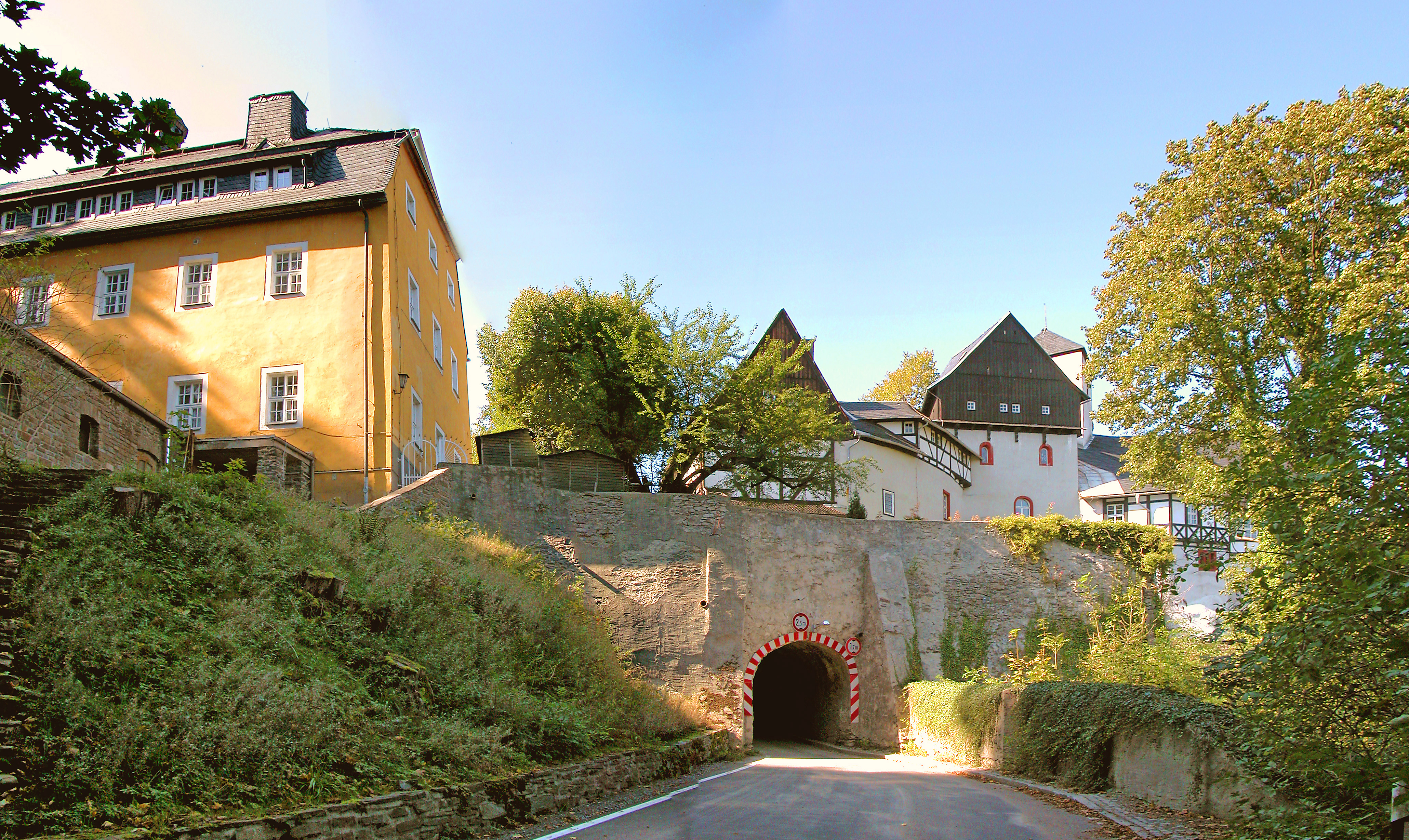
Schloss Rauenstein von Osten. Historisch untertunnelt durch eine Straße.

Die Ersterwähnung der Burg erfolgte 1323 als "castrum Ruwenstein". Aufgrund archäologischer Untersuchungen wird eine Erstbebauung bereits um 1200 angenommen. Die ersten Herren von Rauenstein waren die Reichsministerialen von Schellenberg. Aufgabe der Burg war der Schutz der Straße, die von Freiberg kommend dem westlichen Erzgebirge bei Annaberg zustrebte.
Nach einigen Herrschaftswechseln ging das schon in schlechtem Zustand befindliche Schloss/Burg 1567 in kursächsischen Besitz über. Kurfürst August ließ es umbauen. Das eingerichtete Amt Rauenstein wurde 1596 zu Wolkenstein geschlagen. Um 1630 wurden größere bauliche Veränderungen vorgenommen. Aus dieser Zeit stammt auch der Straßentunnel. Im Jahr 1651 verkauft Kurfürst Johann Georg I. Burg und Herrschaft an Jobst von Römer. Von 1651 bis 1743 war das Schloss daher in Pachtbesitz der Familie von Römer, die im Schneeberger Raum durch den Silberbergbau zu größerem Reichtum gekommen war.
Nach denen von Römer wechselten adlige und bürgerliche Besitzer mehrfach.
Die Besitzer Christian August Hähnel, der Rauenstein 1816 erworben hatte, sein Neffe Wolfgang Freiherr von Herder (Enkel des Dichters Johann Gottfried Herder und Besitzer von 1843 bis 1853) sowie dessen Vetter Wilhelm Freiherr von Herder waren Abgeordnete des Sächsischen Landtags. Der folgende Besitzer Gottfried Freiherr von Herder war von 1893 bis 1898 deutschkonservativer Reichstagsabgeordneter. Während des Zweiten Weltkrieges waren wertvolle Bücher aus Leipzig eingelagert, die nach dem Krieg in die Sowjetunion verbracht wurden.
Nach der Enteignung im Zuge der Bodenreform 1945 diente das Schloss als Kindererholungsheim und war ab 1999 nach einem Rückkauf vom Landkreis Mittleres Erzgebirge zunächst in Person von Carl Wilhelm von Herder-Rauenstein (1926–2021) wieder im Besitz der Familie von Herder. Herder-Rauenstein, der Urururenkel des Dichters Johann Gottfried von Herder, wurde auch zum letzten Besitzer aus dieser Familie, indem er das Anwesen kurz vor seinem Tod an eine Privatperson verkaufte.
Als Burgstall der ehemaligen Burg wurde das Schlossareal am 25. November 1968 als Bodendenkmal eingetragen.

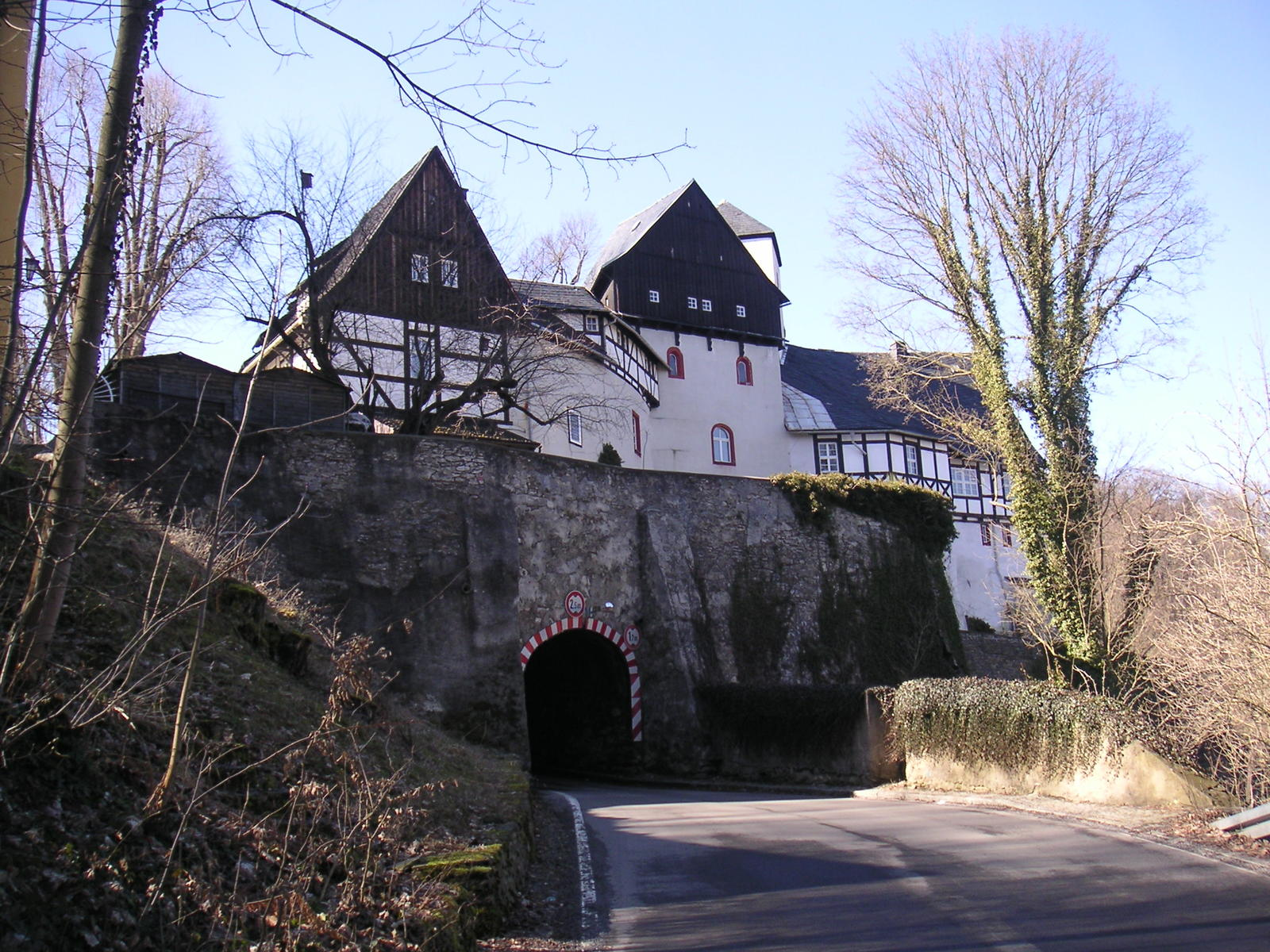
Ostseite (mit historischem Straßentunnel)
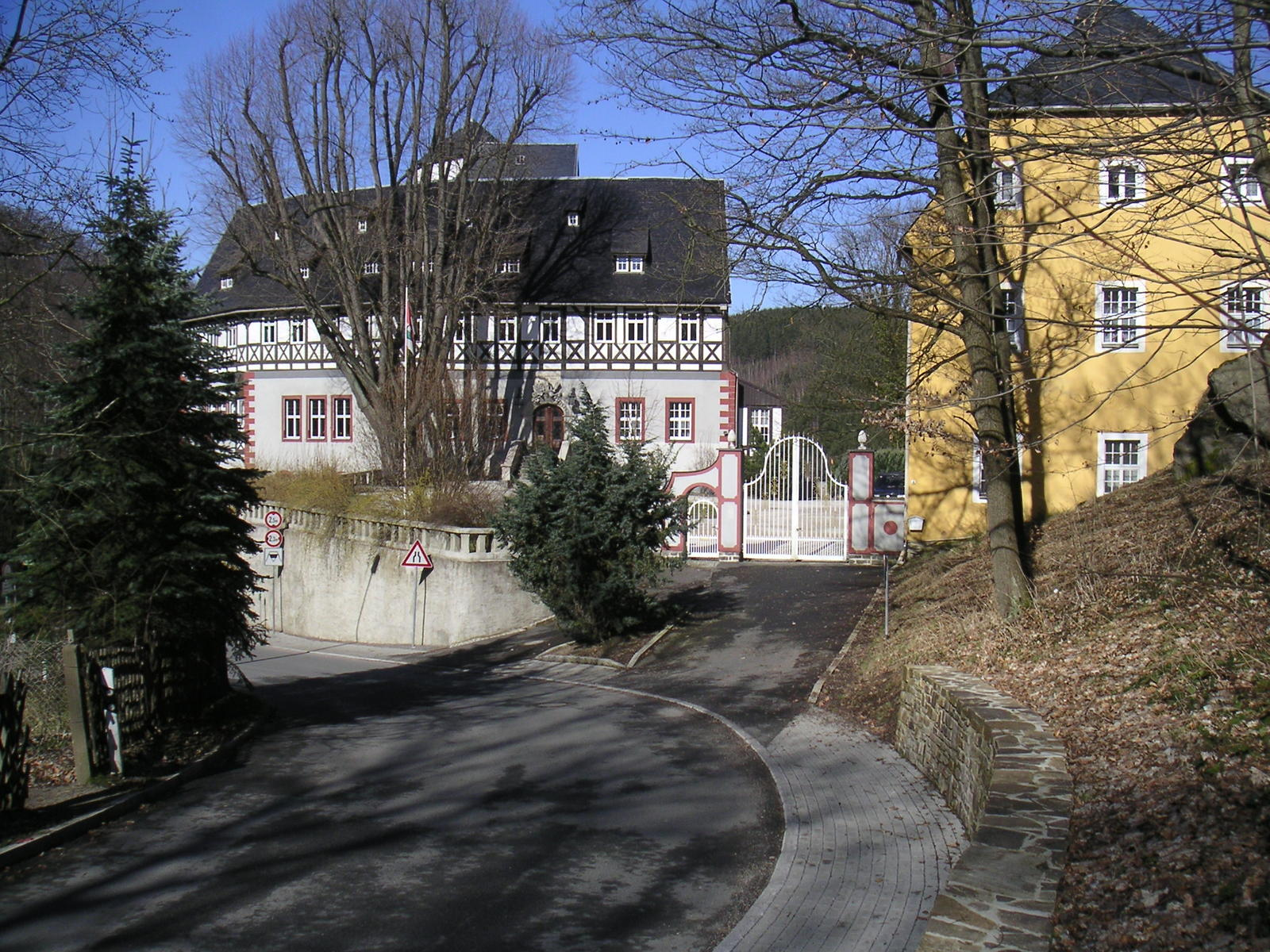
Westseite
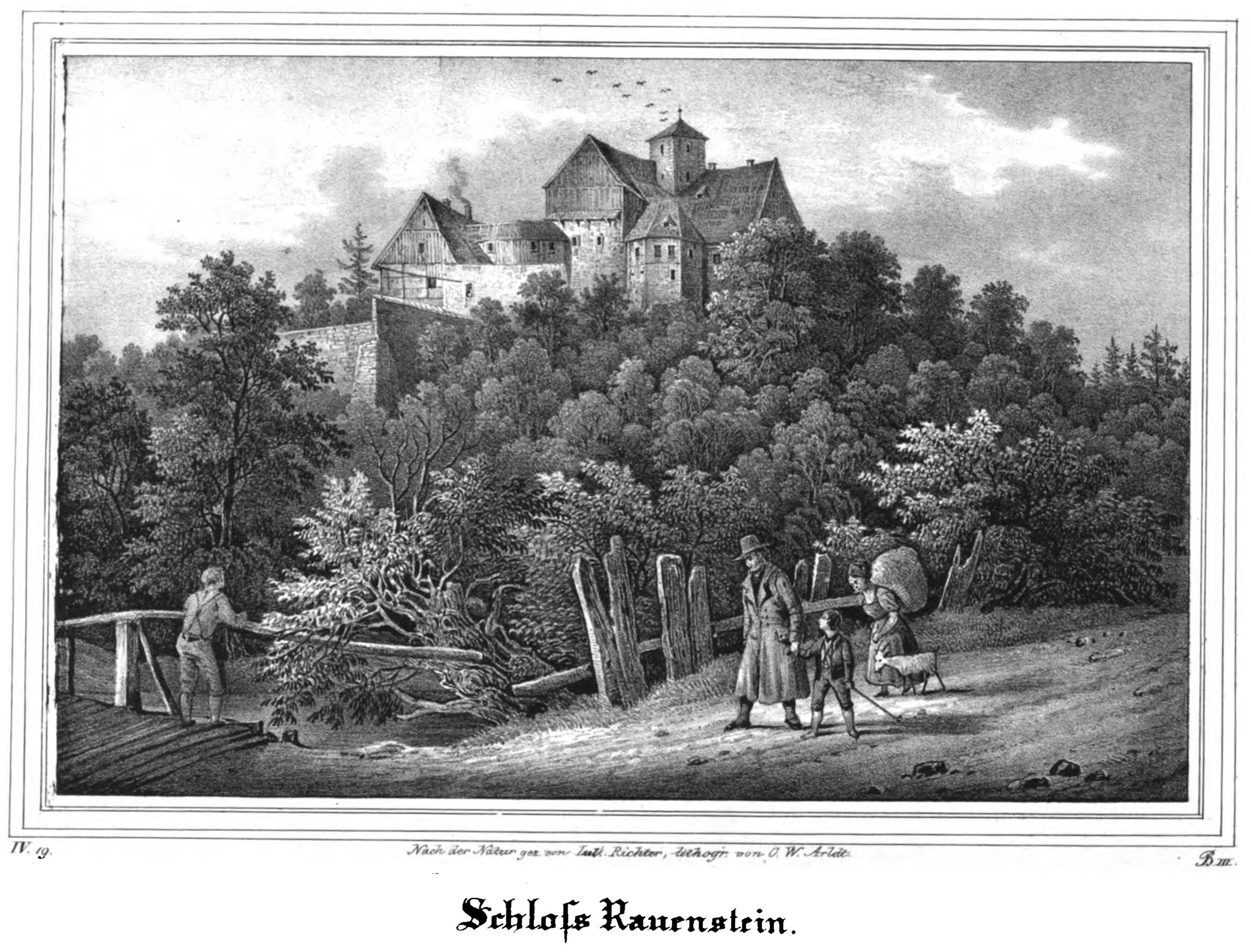
Lithographie 1839

## Anlage
Die Anlage, eine ehemalige mittelalterliche Spornburg, umgebaut/ überbaut als Schloss, umfasst ein Areal von etwa 40 × 30 m. Der ehemalige Abschnittsgraben vor der Südseite wurde durch Anlegung eines Schlosshofes völlig aufgefüllt/ planiert. Die Schloßgebäude umfassen noch mittelalterliche Bausubstanz, so wurde ein quadratischer Turm von 5,5 × 5,5  m Seitenlängen mit in den Bau einbezogen.

## Nutzung
Schloß und Schloßareal sind Privatbesitz. Das Schloß wird bewohnt.